# Integrale veiligheid
Integrale veiligheid kan men op verschillende manieren interpreteren:
1. als concept (in de betekenis van het woord)
2. als de opleiding, die zowel in Nederland als in België bestaat

Het is een relatief nieuw concept en een relatief nieuw vakgebied.

## Integrale veiligheid als concept

### Oorsprong
Integrale veiligheid als concept kent haar oorsprong in de Nederlandse veiligheidsrapportages, en werd in België geïntroduceerd als een 'natuurlijke evolutie van het lokale bestuurlijke preventiebeleid dat in de jaren negentig tot stand werd gebracht door toedoen van de veiligheids- en samenlevingscontracten'. In Nederland deed integrale veiligheid voor het eerst zijn concrete intrede in 1993, in de integrale veiligheidsrapportage 1993. Deze is opgesteld door meerdere ministeries (o.a. Binnenlandse Zaken, Justitie en Sociale Zaken en Werkgelegenheid), met de minister van Binnenlandse Zaken als eerstverantwoordelijke. In deze rapportage lag de nadruk op preventie en ontkokering, om op die manier veiligheidsproblemen op het gebied van criminaliteit en openbare orde en veiligheid effectiever het hoofd te kunnen bieden.

### Kerngedachte en vakgebied
Integrale veiligheid is het concept om complexe, meerduidige veiligheidskwesties op een brede, integrale manier te benaderen. Dit wil zeggen dat er van het feit wordt uitgegaan dat sommige veiligheidsproblemen te complex zijn om door slechts één partij of organisatie aangepakt kunnen worden. Zodoende is samenwerking vanuit meerdere disciplines (multidisciplinair) en met meerdere partijen noodzakelijk om tot een adequate aanpak te komen. Elke partij heeft immers haar kennis, expertise, informatie of netwerk, en door hier samen van elkaar gebruik te maken kan de aanpak van een probleem in positieve zin worden bevorderd. Deze complexe veiligheidsproblemen kennen betrekking tevens verschillende schaalgrootten. Enkele voorbeelden van relevante onderwerpen op een bepaalde schaalgrootte zijn: 
- Lokale openbare orde en veiligheid op straat (gemeentelijk niveau)
- Regionale crisis- en rampenbeheersing  (provinciaal niveau)
- Landelijke bestrijding van georganiseerde misdaad (landelijk niveau)

Het vakgebied wordt zodoende gekenmerkt door de aanwezigheid van multidisciplinaire samenwerkingsprocessen met meerdere partijen. Een integraal veiligheidskundige speelt binnen deze processen doorgaans een generalist die een bestuurlijke en/of coördinerende rol heeft. De relatieve nieuwheid van het vakgebied heeft tot gevolg  dat vooral veel semipublieke en private organisaties niet bekend zijn met integrale veiligheid (dit geldt eveneens voor de gemiddelde burger). Dit in tegenstelling tot de overheden, waar integrale veiligheid zijn oorsprong heeft gevonden en er op die manier al langer mee in aanraking zijn.

### Integraal veiligheidsbeleid
Om te kunnen spreken van integrale veiligheid moet er samenwerking zijn tussen diverse partners zoals de overheid, maatschappelijke organisaties, bedrijven, burgers,... en moeten de verschillende aspecten van de veiligheidsketen (proactie, preventie, preparatie, repressie en nazorg) in het geding zijn. Dit brengt ons meteen naar de twee essentiële en constitutieve componenten van een integraal veiligheidsbeleid:
- Een integraal veiligheidsbeleid is allereerst integratief en inclusief: integrale veiligheid streeft naar een allesomvattende aanpak die rekening houdt met alle mogelijke factoren die de veiligheid kunnen bedreigen of bevorderen.Hierbij is een aanpak gewenst die proactie, preventie, repressie en nazorg nauw op elkaar laat aansluiten. Een veiligheidsbeleid handelt niet enkel incidenten af maar pakt ook achterliggende problemen aan.
- Een tweede component vloeit daar logisch uit: de zorg voor veiligheid is het laatste decennium verschoven van een nagenoeg exclusieve taak van de politie naar een gedeelde verantwoordelijkheid tussen een groot aantal publieke en private partijen.

## Integrale Veiligheid/Veiligheidskunde als opleiding
Integrale Veiligheid (IV) of Integrale Veiligheidskunde (IVK) is de naam van hbo-opleiding in Nederland waar studenten opgeleid worden tot integraal veiligheidskundige. Dit houdt in dat zij kennis opdoen op het brede gebied van veiligheid.
Opleidingen IV of IVK zijn voortgekomen uit een serie gebeurtenissen die in het begin van de 21ste eeuw een grote impact hadden op de samenleving. Met name gebeurtenissen als de Vuurwerkramp in Enschede (13 mei 2000), de Nieuwjaarsbrand in Volendam (1 januari 2001), de aanslagen in de VS (11 september 2001), de aanslagen in Madrid (11 maart 2004) en de aanslagen in Londen (7 en 21 juli 2005) wakkerden het besef aan dat de maatschappelijke veiligheidsinrichting geprofessionaliseerd moest worden, en er daarmee samenhangend professionals opgeleid moesten worden om in het vakgebied werkzaam te zijn.  Hieruit zijn hbo-studies voortgekomen die sinds ongeveer halverwege het eerste decennium van de 21ste eeuw te volgen zijn. De meeste opleidingen zijn gebaseerd op de bestuurskunde, maar dan primair op veiligheid gericht.
De opleiding wordt ook wel Safety & Security (Veiligheid en Beveiliging) genoemd, om aan te geven dat de opleiding ook mondiaal aantoonbaar is. De opleiding duurt vier jaar en voor deze opleiding is een havodiploma verplicht. Ook kan men met een MBO niveau 4 opleiding terecht bij IV of IVK.
In Vlaanderen is integrale veiligheid een studierichting in het zevende jaar technisch secundair onderwijs. Het is een van de Se-n-Se-opleidingen (Secundair na Secundair). Het ressorteert sedert 2009-2010 onder het studiegebied "maatschappelijke veiligheid".

### Kennis van een integraal veiligheidskundige
Een professionele integraal veiligheidskundige beschikt over generalistische kennis en kunde met betrekking tot veiligheid. Deze kennis en kunde worden in onderwijstermen ook wel competenties genoemd. Competenties zijn de kennis, vaardigheden of attitudes (houdingen) die een integraal veiligheidskundige in staat stellen om taken in het beroepsveld succesvol uit te voeren.

### Functiemogelijkheden
Voorbeelden van functiemogelijkheden, vaak op beleidsniveau, zijn:
- Adviseur rampbestrijding
- Crisisonderzoeker
- Beleidsmedewerker openbare orde en veiligheid
- Hoofd preventie
- Hoofd veiligheid
- Manager bij grote beveiligingsorganisaties
- Politiekundige

- Particulier rechercheur
- Preventieadviseur
- Riskmanager
- Veiligheidscoördinator
- Veiligheidsadviseur

## Verwarring met andere soorten veiligheid
Doordat integrale veiligheid een relatief jong en onbekend vakgebied is, wordt een integraal veiligheidskundige in de praktijk vaak ten onrechte geassocieerd met de particuliere beveiliger  of veiligheidsfunctionaris op het gebied van arbeidsomstandigheden en arbeidsveiligheid. Dit is over het algemeen onjuist.
Zowel in de wereld van de particuliere beveiliging als in die van de arbeidsveiligheid zijn er andere kwalificaties vereist, en beslaat dit een ander werkterrein dan wat er in de integrale veiligheid hoofdzakelijk aan de orde komt. 
In de arbeidsveiligheid zijn doorgaans namelijk mensen werkzaam in een organisatie, en houden zich bijvoorbeeld bezig met onderwerpen als arbeidsomstandigheden, risico-inventarisaties en -evaluaties (RI&E's), de BHV-organisatie of ontruimingsplannen.  Functionarissen die zich op dit gebied begeven hebben vaak middelbare veiligheidskunde (MVK) of hogere veiligheidskunde (HVK) als vooropleiding genoten. De opleidingen MVK/HVK kennen een sterke technische invalshoek met een specialistisch karakter, en dit in tegenstelling tot IV/IVK dat een bestuurlijke invalshoek kent met een generalistisch karakter. De HVK Veiligheidskundige Opleiding en de MVK Opleiding Veiligheidskunde worden door diverse particuliere opleidingsinstituten aangeboden.

## Alumni Integrale Veiligheid
Sinds 2009 is er een landelijke stichting die de belangen behartigt van afgestudeerde Integrale Veiligheidskundigen in Nederland en België: Alumni Integrale Veiligheid. Door veiligheidsprofessionals, met als achtergrond een ‘integrale veiligheids(kunde)opleiding’, bij elkaar te brengen en kennisdeling tussen deze vakgenoten mogelijk te maken, wordt integrale samenwerking gestimuleerd en blijft de integrale visie van deze professionals gewaarborgd. Van 2009 tot 2015 was Bram de Bruijn voorzitter en oprichter van de stichting. In 2015 is het voorzitterschap overgedragen aan Joep Kaiser.